# Stylidium costulatum
Stylidium costulatum este o specie de plante dicotiledonate din genul Stylidium, familia Stylidiaceae, ordinul Asterales, descrisă de K.F. Kenneally și Amp; A. Lowrie. Conform Catalogue of Life specia Stylidium costulatum nu are subspecii cunoscute.